# Suzuka
SuzukaSuzuka-shi (鈴鹿市) és una ciutat del Japó a la prefectura de Mie, a la regió de Kansai, illa de Honshū. Al cens del 2008 tenia una població estimada de 197,437 habitants, amb una densitat d'1,010 persones per km². La superfície que ocupa té una àrea de 194,67 km². És coneguda pel seu circuit de curses de motor, el Circuit de Suzuka, on es disputen curses de Fórmula 1.